# Serge Yves Ruquet
Serge Yves Ruquet, né le 29 octobre 1953 à Mostaganem (Algérie), est un auteur de romans policiers.

## Biographie
Serge Yves Ruquet naît à Mostaganem où il a peu vécu, ses parents s’installant à Annecy (Haute-Savoie) dès 1956 puis, à partir de 1970, en Provence, région qu’il ne quittera plus. En 1976, il sort diplômé de l’Institut de Formation de Comédiens-Animateurs (IFCA), rattaché à l’Université de Provence. Il entre pour six mois dans l’équipe d’animation de Marcel Maréchal (Théâtre National de Marseille) alors dirigée par Gil Jouanard. Jusqu’en 1978, il mène l’expérience du « Théâtre de l’Apostrophe », dont la devise est « tout le spectacle doit entrer dans une 2CV camionnette, même les comédiens ! ». À cette date, il change de cap, suit pendant neuf mois une formation à la « gestion des organisations culturelles » au sein de la Maison Jean Vilar à Avignon, occasion qui lui fait rencontrer Le Théâtre du Chêne Noir et Gérard Gelas qui l’engage… comme pianiste et compositeur (« Virgilio, l’exil et la nuit sont bleus »). De 1979 à 1981, il tient les claviers (pianos – synthés) de « Muance, musique et danse » aux côtés notamment de Pierre Surtel et Maggi Sietsma  puis, en mai 1981, intègre de nouveau à Marseille l’équipe administrative de Maréchal, alors fraîchement installée au Théâtre de la Criée. Là, il aura l’occasion de se former à l’informatique, ce qui l’amènera, en 1984, à fonder avec d’autres personnes, à Avignon, « Accès Direct », société d’informatique qu’il dirigera jusqu’en 1994. Pendant cette période, il suit les cours de l’IAE d'Aix-en-Provence. Depuis 1997, il est ingénieur commercial chez Orange (entreprise).
Depuis l’origine, Ruquet avait toujours écrit, notamment des pièces de théâtre mises en scène par ses soins ou en collaboration (« Le Fou » - « Les trains vers l’île » - « Le dernier qui rira » - etc.). En 2005, il rencontre les éditions Jigal qui, depuis, publient ses polars.
Depuis 2014, Serge Yves Ruquet s'est reconverti en tant que technicien de post-production vidéo.